# تسرووا (پیروت)
تسرووا (به صربی: Cerova) یک روستا در صربستان است که در پیروت واقع شده‌است. تسرووا ۱۷۱ نفر جمعیت دارد.